# Кара-Киргизская областная милиция
Кара-Киргизская областная милиция (Кара-Киргизская облмилиция) — центральный правоохранительный орган в Кара-Киргизской АО по борьбе с преступностью и поддержанию общественного порядка с 1924-го года.

## История
22 декабря 1924-го года приказом номер 5 облуправления милиции ККАО: "Управления милиции Каракольского и Ошского уездов переименованы в окружные управления милиции. Вместо Нарынской уездно-городской милиции создать районные управления милиции.
В январе 1925 года начальник УР Кара-Кыргызской автономной области И. Кобеков отправил начальнику Центррозыска СССР телеграмму: «До национального размежевания только в Пишпеке, составляющий теперь провинциальный центр Кара-Киргизской автономной области, существовало учреждение уголовного розыска, и то лишь стол его при милиции. В остальных же районах Пишпекского уезда отсутствовало и это. Теперь же, в связи с размежеванием, выделением из Туркреспублики Кара-Киргизской автономной области, Облревкомом утверждены четыре округа, как-то; 1) Пишпекский, 2) Караколо-Нарынский, 3) Ошский и 4) Джалал-Абадский.
В каждом из них должен быть организован Окружной уголовный розыск. Приступая, на основании этого, к организации названных учреждений и не имея никаких инструкций и указаний, обращаюсь к Вам с просьбой сделать распоряжение о высылке Уголовному розыску Кара-Киргизской Автономной области в Пишпеке инструкций, циркуляров, положений, а главным образом, инструкций и положений по Секретной части, каковые желательно получить в пяти экземплярах. Без этого уголрозыск не будет в состоянии надлежащим образом выполнять возложенных на него функций.»
7 января 1925-го года начальникам окружных милиций и Каракольской милиции отправлено письмо: «Содержание окружных органов милиции осуществлять из местного бюджета».
В целях устранения выявленных недостатков облисполкому было предложено обратить внимание на подбор руководителей адмотдела в целом, изыскать средства на материальное обеспечение личного состава милиции и УР и техническое оборудование канцелярий, упростить аппарат, объединив Пишпекскую городскую милицию с подотделом облмилиции.

## Территориальное деление
- Ошский округ
  - Уголовный розыск Ошского округа (образован 1 мая 1925 года)
- Фрунзенский округ
  - Уголовный розыск Фрунзенского округа
  - Пишпекская городская милиция
  - Штат Таласской раймилиции (состоит из 9 человек и обслуживает 12 волостей с населением около 60 тысяч человек).
  - Беловодская волостная милиция (состоит из 4 человек)
- Джалал-Абадский округ
- Каракол-Нарынский округ

## Структура
- Облмилиция
  - Раймилиция
  - Уголовный розыск
    - Волостная милиция